# جوان كينغ (عضوة مجلس)
جوان كينغ هي عضوة مجلس ‏ كندية، ولدت في 1940.